# Aegolipton bawangum
Aegolipton bawangum là một loài bọ cánh cứng trong họ Cerambycidae.